# Masters de Hamburgo 1972
El Abierto de Hamburgo de 1972 fue un torneo de tenis jugado sobre tierra batida, que fue parte de las Masters Series. Tuvo lugar en Hamburgo, Alemania, desde el 5 de junio hasta el 11 de junio de 1972.

## Campeones

### Individuales
Manuel Orantes vence a  Adriano Panatta, 6-3, 9-8, 6-0

### Dobles
Jan Kodeš /  Ilie Năstase vencen a  Bob Hewitt /  Ion Ţiriac, 4-6, 6-0, 3-6, 6-2, 6-2